# Hobnail Peak
Hobnail Peak är en bergstopp i Antarktis. Den ligger i Östantarktis. Nya Zeeland gör anspråk på området. Toppen på Hobnail Peak är 1 213 meter över havet.
Terrängen runt Hobnail Peak är varierad. Trakten är obefolkad. Det finns inga samhällen i närheten.